# Mikael Ishak
Mikael Ishak (født 31. marts 1993 i Södertälje, Sverige) er svensk professionel fodboldspiller, der spiller som angriber for 1. FC Nürnberg. Han startede sin professionelle karriere i Assyriska FF i Sverige.

## Klubkarriere
I december 2011 blev han solgt til 1. FC Köln, der spiller i den tyske Bundesliga.
Han skiftede den 5. august 2013 til Parma på en fire-årig kontrakt. Den 3. august 2014 skiftede Ishak til den danske klub Randers FC, hvor han skrev under på en treårig kontrakt.
Den 30. januar 2017 blev det offentliggjort, at Mikael Ishak skiftede til 1. FC Nürnberg.

## Hæder

### International
Sverige U/21
- U/21 Europamesterskabet i fodbold: 2015